# Rékassy Csaba

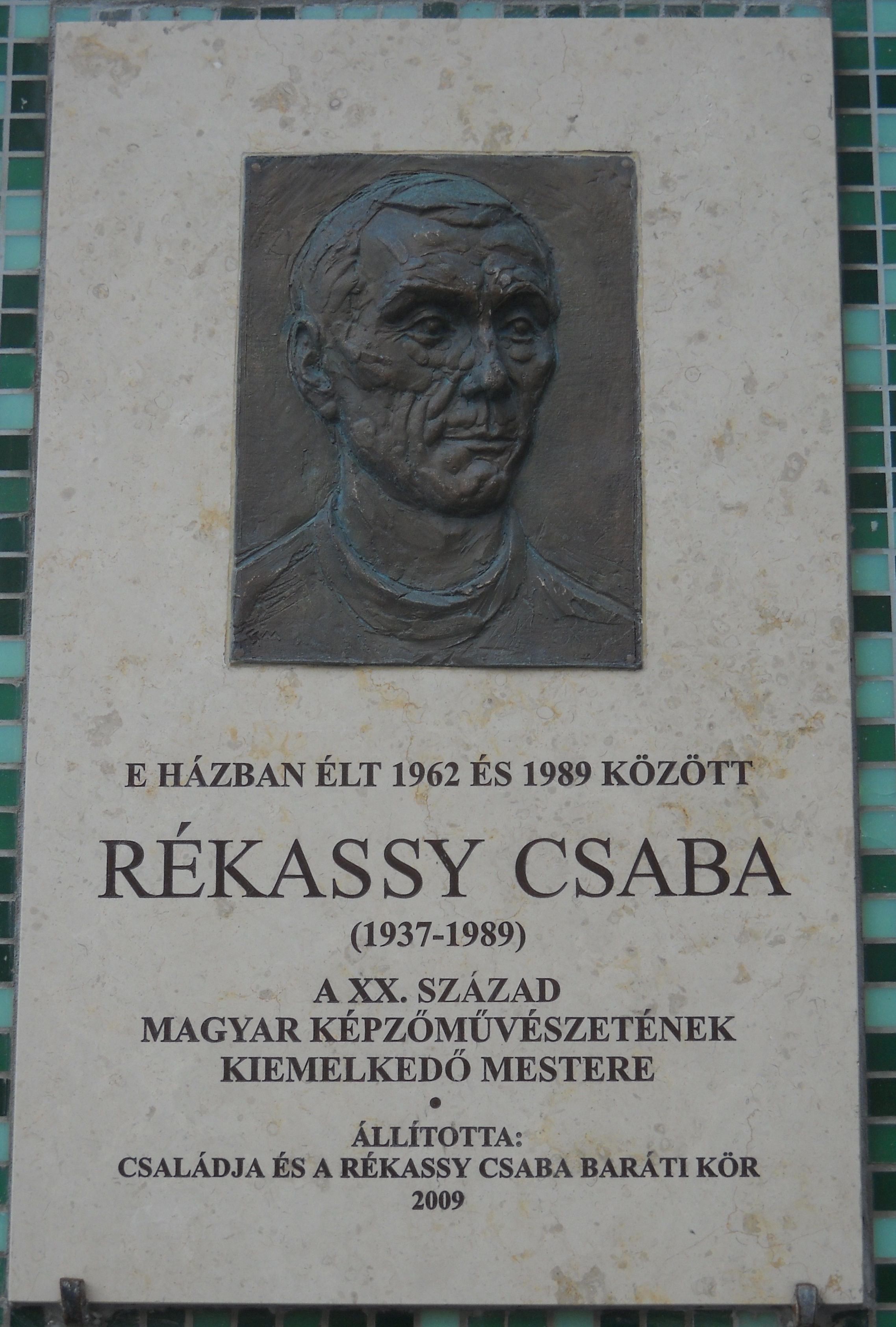
Rékassy Csaba emléktáblája egykori lakhelyén, a Margit körút 50-52. szám alatt

Rékassy Csaba (Budapest, 1937. április 24. – Budapest, 1989. május 17.) magyar grafikus, festő.

## Életpályája
A Képző- és Iparművészeti Gimnáziumba 1952 és 1956 között járt, grafikus szakra. Tanulmányait a budapesti Képzőművészeti Főiskola murális szakán végezte, 1962-ben, Kádár György tanítványaként. Diplomamunkája egy murális kerámia terve volt, amely jelenleg a Budapest XI. Bartók Béla út 3-7. falát díszíti. 1962-ben összeházasodott Ágotha Margit grafikusművésszel. Önállóan 1963 óta állított ki. Sokoldalú művész: fametszeteket, rézmetszeteket, festményeket, tűzzománcot, kerámiát, cserépedényt, faintarziát, rézmunkát, metszeteihez merített papírt is készített. 1966-ban született Eszter leánya szintén grafikus.
1971-ben gyűjteményes kiállításán népművészeti ihletésű festményeivel, fametszeteivel, kerámiáival, faragott tékákkal, réztárgyakkal összegezte pályája első korszakának eredményeit.
Második korszakában klasszikus értékű alkotásai közül a páratlan rajztudással megalkotott tizenöt Ovidius Metamorphosis  rézmetszetlap (1976-1977) és más rézmetszetek (Őselemek) emelkedik ki. Mesekönyvek, ismeretterjesztő képeskönyvek és regények illusztrációi fűződnek a nevéhez (pl.: Tamási Áron: Ábel a rengetegben, 1982).

## Művészete
Munkáit aprólékos kidolgozottság, virtuóz rajzi tudás, a rézmetszés régi iskolájának mívessége jellemzi, mely sokakban Brueghel vagy Dürer nevét idézi fel. Személetmódja objektív, kifejezésmódja realisztikus. Művészetének érett szakaszában metszeteit szinte az utolsó négyzetcentiméterig kitöltötte alakokkal.
Legtöbb művének szereplői a svájcisapkás öreg szakik, nem ritkán bortól befolyásolt állapotban. Mesevilágát is hétköznapi kinézetű figurák, tárgyak teszik az adott kontextusban meghökkentővé, valószínűtlenné, groteszkké. Rajzain sokszor láthatunk még különféle aprólékos mechanikus szerkezeteket, vagy szerszámokat. Visszatérő motívumai között szerepelnek hárommellű nők.
Ovidius-sorozatában is többször előforduló megoldása a különböző korszakok keverése – mint a Daedalus és Icarus mellett felbukkanó motoros ladik. Legtöbb grafikája tárgyakkal, szereplőkkel zsúfolt; ezek között gyakran bújnak meg apró utalások, humorosan abszurd részletek, afféle húsvéti tojások.
Az ismeretterjesztő könyvek illusztrációit a tőle megszokott kidolgozottság mellett az apróbb részletekbe menő történelmi és tárgyi hűség jellemzi.

### Könyvillusztrációi
- Bárány Tamás: ...és így írunk mi (1965, Magvető Könyvkiadó, Budapest)
- Megay László – Rékassy Csaba: Három torony, egy város (1980, Móra Ferenc Ifjúsági Könyvkiadó, Budapest)
- Szepes Mária – Rékassy Csaba: Fityfiritty (1980, Móra Ferenc Ifjúsági Könyvkiadó, Budapest)
- Tamási Áron: Ábel a rengetegben (1982, Móra Ferenc Ifjúsági Könyvkiadó, Budapest)
- Megay László – Rékassy Csaba: Szomorú martalóc balfogásai (1989, Móra Ferenc Ifjúsági Könyvkiadó, Budapest)
- Dornbach Mária (szerk.) – Rékassy Csaba: Erős mackó a finnugor népek meséi, dalai (1984, Móra Ferenc Ifjúsági Könyvkiadó, Budapest)
- Alexander Pope: A fürtrablás (1980, Magyar Helikon, Budapest)
- Supka Géza: Kalandozás a kalendáriumban és más érdekességek (1988, Helikon, Budapest)[3]

„Bölcs Bagoly” sorozat
- Megay László – Rékassy Csaba: Könyves könyv (1976, Móra Ferenc Ifjúsági Könyvkiadó, Budapest)
- Megay László – Rékassy Csaba: Hány perced van? (1978, Móra Ferenc Ifjúsági Könyvkiadó, Budapest)
- Gedai István – Rékassy Csaba: Tinó helyett ezüstpénz (1982, Móra Ferenc Ifjúsági Könyvkiadó, Budapest)
- Bíró Ferencné, Csorba Csaba – Rékassy Csaba: Évezredek hétköznapjai: Az ókori görögök és rómaiak élete (1983, Móra Ferenc Ifjúsági Könyvkiadó, Budapest)
- Bíró Ferencné, Csorba Csaba – Rékassy Csaba: Évezredek hétköznapjai: Élet a középkori Európában és Magyarországon (1985, Móra Ferenc Ifjúsági Könyvkiadó, Budapest)

## Kiállításai
Csoportos kiállításon vett részt Miskolcon 1962-ben, a párizsi ifjúsági Biennálén (1967) (más forrás szerint 1968), a Nemzeti Galériában 1968-ban, 1972-ben, 1987-ben és 1989-ben, a Műcsarnokban 1968-ban, 1972-ben és 1978-ban, Székesfehérváron 1983-ban.
Rendszeresen részt vett a miskolci Országos grafikai biennálén, valamint a hódmezővásárhelyi Tornyai János Múzeum által rendezett Őszi Tárlatokon; 1964-től évente szerepelt a Fiatal Képzőművészek Stúdiója Egyesület „Stúdió” kiállításain. Dolgozott a hódmezővásárhelyi, a szolnoki, és 1986-1988 között a mezőtúri művésztelepen.
Első gyűjteményes kiállítása a Műcsarnok kamaratermében volt 1971-ben.
Egyéni tárlaton mutatkozott be a Budapest Galériában 1986-ban, az Ernst Múzeumban 1987-ben.
Alkotásai jelenleg a Magyar Nemzeti Galériában és a szolnoki Damjanich János Múzeumban találhatók.

## Díjai
- A IV. Miskolci országos grafikai biennále díja (1967)
- Az V. Miskolci országos grafikai biennálén a Szakszervezetek Borsod Megyei Tanácsának díja (1967)
- Mesemondó című rézmetszetével díjat nyert a Tokiói Grafikai Biennálén. (1970)
- Díjat nyert a Magyar Nemzeti Galéria Dürer kiállításán. (1971)
- Tornyai-plakett (1971)
- Munkácsy Mihály-díj (1972)
- A VII. Országos grafikai biennálén a Magyar Népköztársaság Képzőművészeti Alapjának díja (1973)
- A VIII. Országos grafikai biennálé nagydíja (1975)
- A XII. Országos grafikai biennálén a Magyar Népköztársaság Képzőművészeti Alapjának díja (1983)
- Év Gyermekkönyve díj (1984)
- Szeged Városi Tanács díja (1984)
- Érdemes művész (1985)
- Könyvillusztrátori nívódíj (1985)
- Várnai Grafikai Biennálé díja (1985)
- A XIV. Országos grafikai biennálén a Művelődési Minisztérium technikai pályadíja (1987)
- A XV. Országos grafikai biennálén a Magyar Képző- és Iparművészek Szövetségének díja (1989)
- Kiváló művész (1989)

## Külső hivatkozások
- hivatalos honlap
- Rékassy Csaba: Ovidius album
- artPortal lexikon
- Rékassy Csaba[halott link]